# Štvrtok
Štvrtok (in tedesco Stwertek, in ungherese Vágcsütörtök) è un comune della Slovacchia facente parte del distretto di Trenčín, nella regione omonima.
È citata per la prima volta in un documento storico nel 1477 con il nome di Chewtewrtek. Il suo nome significa mercato del giovedì, in relazione al giorno in cui si teneva qui un importante mercato. Il villaggio appartenne alla città di Trenčín e poi ai latifondisti Malovecky.